# Azuma Yano
Azuma Yano (矢野 東, Yano Azuma; Gunma, 6 juli 1977) is een Japanse golfprofessional. In november 2008 stond hij op nummer 69 van de wereldranglijst.
Yano werd in 2000 professional en heeft drie toernooien gewonnen op de Japan Golf Tour.

## Gewonnen
Japan Challenge Tour
- 2001: PRGR CUP in Chubu, PRGR CUP in Kanto

Japan Golf Tour
- 2005: Asahi-Ryokuken Yomiuri Memorial
- 2008: Bridgestone Open, ANA Open

Elders
- 2008: Hawaii Pearl Open